# Сейтяково
Сейтя́ково (баш. Һәйтәк) — село в Балтачевском районе Республики Башкортостан Российской Федерации. Центр Сейтяковского сельсовета.

## География

### Географическое положение
Расстояние до:
- районного центра (Старобалтачево): 14 км,
- ближайшей ж/д станции (Куеда): 84 км.

## Население
| 2002 | 2009 | 2010 |
| ---- | ---- | ---- |
| 863  | ↗876 | ↘746 |

Национальный состав
Согласно переписи 2020 года, преобладающая национальность — татары (89%).

## Религия
В селе есть мечеть.

## Известные уроженцы и жители
- Гаянов, Зуфар Гаянович (1941—2015) — народный художник Республики Башкортостан (2003).
- Гаянов, Илдар Ихсанович (р. 1957) — живописец, график; лауреат Республиканской премии имени Салавата Юлаева (2004).